# Телавивски окръг
Телавивския окръг е един от 6-те окръга в Израел, с площ 172 км2 и с население 1 427 200 души (по оценка от декември 2018 г.). Административен център е град Тел Авив.

## Население
Населението на окръга през декември 2018 година е 1 427 200 души, от тях 1 318 222 са евреи, 22 354 % са араби, а 85 685 – други.